# Nikon AF-S DX Nikkor 35mm f/1.8G
Nikon AF-S DX Nikkor 35mm f/1.8G là tên một loại ống kính sản xuất bởi hãng Nikon để sử dụng cho các dòng máy ảnh kỹ thuật số SLR Nikon DX. Nó cho phép các dòng máy DX có thị trường tương tự như thị trường của ống kính tiêu chuẩn trên các dòng máy ảnh sử dụng phim 35mm.

## Giới thiệu
Nikon đã công bố loại ống kính này vào tháng ngày mùng 9 tháng 2 năm 2009. Đây là loại ống kính một tiêu cự đầu tiên của Nikon được đặc chế cho dòng máy ảnh Nikon DX DSLR, vừa có thể sử dụng như một ống kính là phẳng vừa hỗ trợ chức năng tự động lấy nét trên các máy Nikon D40, Nikon D40X, Nikon D60, Nikon D3000, Nikon D3100, Nikon D3200, Nikon D5000, Nikon D5100 và Nikon D5200. Loại ống một tiêu cự đầu tiên sản xuất cho dòng DX là AF DX Fisheye-Nikkor 10.5mm f/2.8G ED.

## Đặc tính
- Tiêu cự 35mm (có thị trường gần tương tự như ống kính 50mm của các dòng máy ảnh sử dụng phim 35mm) cho phép cố định tiêu cự ở 35mm khi thị trường thay đổi.
- Động cơ tích hợp thu nhỏ giúp tự động lấy nét kết hợp chỉnh nét bằng tay
- Ống kính Nikon F-lens gắn kèm cho phép sử dụng với dòng Nikon DX DSLRs (nếu sử dụng với dòng Nikon FX DSLRs sẽ giúp tạo hiệu ứng mờ viền)
- Bộ phận chỉnh tiêu cự sau cho phép cố định ống kính trước và dễ dàng điều chỉnh các bộ lọc quay tay như bộ lọc phân cực tròn
- Màn chống bụi gắn cùng ống kính giảm tối thiểu khả năng nhiễm bẩn khi lắp ghép ống kính và máy ảnh.

## Cấu trúc
- 8 thấu kính được ghép thành 6 cụm
- 1 thấu kính phi cầu
- Vòng xiết bộ lọc 52mm cho phép mở rộng khả năng tương thích tới các bộ lọc 52mm

## Thị trường hướng đến
Loại ống kính này thiết kế theo tiêu chí ống kính một tiêu cự giá rẻ dành cho người sử dụng máy ảnh kĩ thuật số DSRL dòng Nikon DX, đặc biệt là các dòng D40, D40x, D60, D3000/D3100/D3200, D5000/D5100/D5200, D90 và D7000/D7100.